# Carnaval (Schumann)

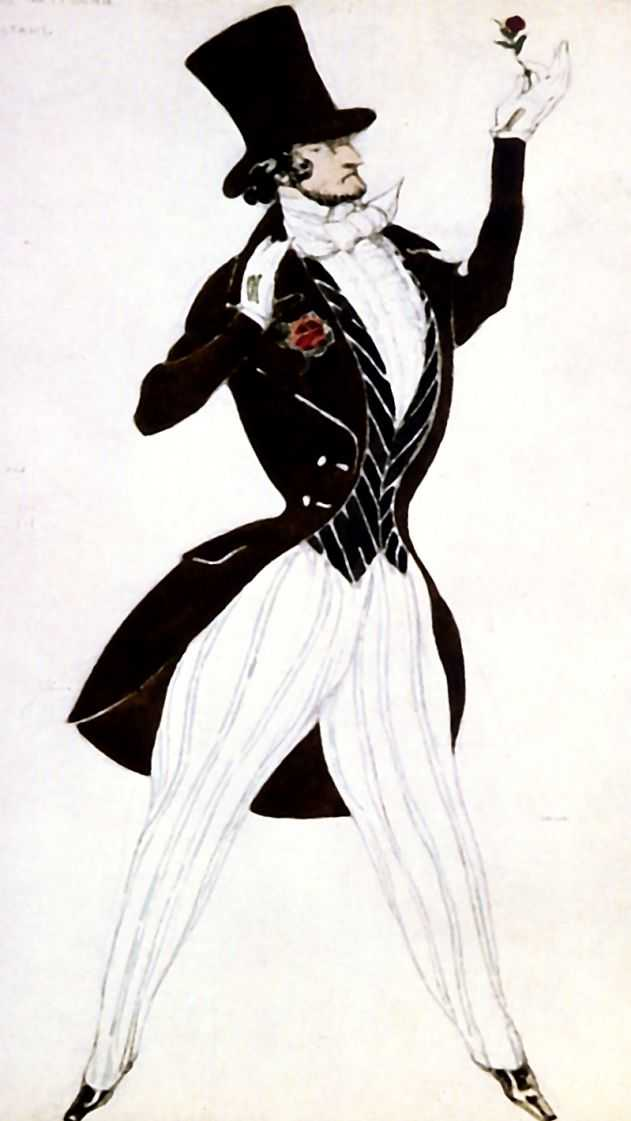

Carnaval, op. 9, este o lucrare compusă de Robert Schumann, pentru pian solo, între anii 1834-1835. Subtitlul acestei lucrări este Scènes mignonnes sur quatre notes („Scene mici pe patru note”). Este formată din 22 de piese mici ce reprezintă oamenii mascați de la un carnaval dinaintea postului mare. Schumann a reușit să-și portretizeze muzical piretenii, colegii, pe el însuși și diferite personaje din commedia dell'arte. A dedicat această lucrare violonistului Karol Lipiński. 

## Inspirație
În Carnaval, compozitorul se inspiră dintr-un ciclu de variațiuni de Franz Schubert, numit Sehnsuchtswalzer, pe care Schumann l-a descoperit în 1827. Motivația pentru a compune ar putea fi o piesă pentru pian și orchestră de Ludwig Schuncke, prieten cu Schumann, care s-a inspirat din același ciclu de variațiuni. Lui Schumann i s-a părut că abordarea eroică a lui Schuncke este o imagine nepotrivită pentru piesa lui Schubert, pe care a simțit-o ca fiind de o natură mult mai delicată. Astfel, Schumann a încercat o abordare mai intimă, mai sensibilă, pentru a scrie propriile sale variațiuni, pe care nu le-a finalizat însă niciodată. Totuși, acestea au devenit punctul de pornire pentru lucrarea Carnaval.
Cele 22 de piese sunt legate printr-un motiv recurent, în fiecare secțiune apărând aceleași patru sunete muzicale. Ele funcționează ca jocuri puzzle, despre care Schumann spune că „descifrarea balului meu mascat va fi un adevărat joc pentru voi”.  Criptogramele muzicale sunt:
- La-Mi♭-Do-Si, în scriere germană A-S-C-H
- La♭ -Do-Si, în scriere germană As-C-H
- Mi♭ -Do-Si-La, în scriere germană S-C-H-A

Primele două reprezintă orașul german Asch (astăzi Aš, un oraș în Republica Cehă), oraș de unde era originară logodnica sa de atunci, Ernestine von Fricken. Aceeași înșiruire de litere apare și în cuvântul din germană Fasching, ce înseamnă carnaval. De asemenea, cuvântul german Asch înseamnă cenușă, și s-ar putea referi la Miercurea Cenușii, prima zi a Postului Mare pentru romano-catolici. A treia criptogramă S-C-H-A, apare chiar în numele compozitorului, Schumann, literele fiind în ordinea corectă. 
Atât Schumann, cât și soția lui Clara au considerat piesa ca fiind prea dificilă pentru publicul obișnuit(Chopin ar fi spus că piesa Carnaval nu e muzică deloc, acesta nu a fost un admirator al lui Schumann și a avut o părere proastă despre muzica lui). Carnaval s-a cântat foarte rar în timpul vieții compozitorului, probabil datorită dificultății tehnice, totuși Franz Liszt a interpretat-o la Leipzig în 1840, omițând anumite părți, cu acordul lui Schumann. La șase luni de la moartea lui Schumann, Franz Liszt i-a spus celui care mai târziu îi va scrie biografia, Wilhelm Joseph von Wasielewski, că piesa „Carnaval” este o lucrare ce „își va pretinde locul în mod natural în fața publicului alături de Variațiunile Diabelli de Beethoven, pe care în opinia mea le depășește în invenția melodică și simțire.” Astăzi, în ciuda dificultății tehnice și emoționale, „Carnaval” este una dintre cele mai interpretate piese ale lui R. Scumann. 

## Părți
Lucrarea este împărțită în 22 de piese mici, din care sunt numerotate 20. Schumann nu a numerotat partea Sphinxes (care se află între 8 și 9) și Intermezzo: Paganini (care se află între 13 și 14). 
1. Préambule (în La♭ major, Quasi maestoso)
Este singura secțiune care nu se învârte explicit în jurul criptogramei ASCH, fiind de fapt chiar tema variațiunilor de Schubert.
2. Pierrot (în Mi♭ major, Moderato)
Este o descriere a lui Pierrot , un personaj din Commedia dell'arte, adesea reprezentat într-un costum de bal.
3. Arlequin (în Si♭ major, Vivo)
Este o descriere a lui Harlequin, un alt personaj din Commedia dell'arte. 
4. Valse noble (în Si♭ major, Un poco maestoso)
5. Eusebius (Mi♭ major, Adagio)
Descrie partea calmă și chibzuită a compozitorului.
6. Florestan (sol minor, Passionato). Descrie cealaltă latură de personalitate a compozitorului, înfocată și impulsivă. Schumann citează tema principală de vals dintr-o lucrare anterioară, Papillons, Op. 2.
7. Coquette (Si♭ major, Vivo) Descrie o fată cochetă, ce flirtează.
8. Réplique (în Si♭ major și sol minor, L'istesso tempo). O replică a părții anterioare, Coquette.
--. Sphinxes
Constă din trei părți a câte o măsură fiecare, fără indicație de tonalitate, tempo sau dinamică. Această secțiune nu a fost destinată pentru a fi cântată, fiind în general omisă de către interpreți. Cu toate acestea, Serghei Rahmaninov, Vladimir Horowitz, Alfred Cortot, Walter Gieseking, și Mitsuko Uchida o includ în înregistrările lor.
9. Papillons (Si♭ major, Prestissimo)
Nu are legătură cu Papillons op. 2, o lucrare mai veche a compozitorului. 
10. A. S. C. H. – S. C. H. A: Lettres Dansantes (Mi♭ major, Presto) În ciuda titlului, modelul folosit este As-C-H (La♭-Do-Si)
11. Chiarina (do; Passionato)
O descriere a viitoarei sale soții, Clara Schumann.
12. Chopin (La♭ major, Agitato)
O evocare a colegului său, Frédéric Chopin.
13. Estrella (fa minor, Con affetto)
O descrie pe logodnica sa de atunci, Ernestine von Fricken.
14. Reconnaissance (La♭ major, Animato)
Probabil descrie momentul în care Schumann o recunoaște pe Ernestine la bal.
15. Pantalon et Colombine (fa minor, Presto)
Personajele Pantalone și Columbina din Commedia dell'arte. 
16. Valse allemande (La♭ major, Molto vivace)
--. Intermezzo: Paganini (fa minor, Presto). O evocare a lui Niccolò Paganini.
17. Aveu (fa minor-La♭ major, Passionato). Descrie o confesiune de iubire.
18. Promenade  (Re♭ major, Con moto)
19. Pause (La♭ major, Vivo)
Aproape identic reia un pasaj din deschiderea Préambule, fiind condusă fără oprire în secțiunea finală.
20. Marche des "Davidsbündler" contre les Philistins (La♭ major, Non allegro). Motive din părțile anterioare apar fugitiv. 

## Orchestrații
În 1910, Carnaval a fost pus în scenă de coregraful Michel Fokine pentru producția lui Serghei Djaghilev⁠(Q211513)[traduceți] de la Ballets russes, pe orchestrația colectivă de Alexandr Glazunov, Rimski-Korsakov, Anatoli Liadov și  Alexandr Cerepnin.
De asemenea, în 1914 Maurice Ravel orchestrează aceeași lucrare, iar în 1995 Giampaolo Testoni.